# Guido Levi
Guido Salomone Levi, né le 8 avril 1896 à Tunis et mort en 1986 à Issy-les-Moulineaux, est un antifasciste italien. 

## Biographie
Guido Levi, fils de Guglielmo Levi, médecin (né en 1868 à Livourne) et de Ines Funaro, naît à Tunis dans une famille juive de Toscane. En 1894, sa famille quitte Livourne et s’installe en Tunisie. Une sœur, Elia, nait à Tunis le 5 juillet 1911. 
Il étudie la médecine à Gênes de 1913 à 1917 ; il poursuit ses études à la faculté de médecine et chirurgie de l’université de Rome. Il obtient son diplôme et s’installe à nouveau à Tunis où il ouvre un cabinet de gynécologie obstétrique. À Tunis il est connu pour être un antifasciste ; à partir de 1932 il est fiché par la division de police politique du Ministère italien de l’Intérieur, qui reçoit tous les rapports rédigés par des informateurs. Dans un de ces rapports, rédigé le 23 février 1939, il est qualifié de « dangereux propagandiste intellectuel ».  
Levi a été membre de la section tunisienne de la Ligue italienne des droits de l'homme (LIDU), de l’Union démocratique franco-italienne et de la Ligue des juifs italiens contre le racisme, ainsi qu'un ami et collaborateur du fondateur de la LIDU, Luigi Campolonghi.  
Après l’entrée en guerre de l’Italie en juin 1940 il est recherché pour arrestation par les autorités italiennes. Il soutient les antifascistes italiens qui mènent une vie précaire en France et en Algérie, notamment Ottavio Abbati (de), interné à Tiaret par le régime de Vichy, auquel il fournit des médicaments, de l’argent et du soutien moral. Pendant l’occupation allemande de la Tunisie il est contraint de se cacher.  
Dans l’après-guerre, il reprend son activité professionnelle à Tunis, puis à Issy-les-Moulineaux. Il meurt à Paris.